# Andrew Volstead
Andrew John Volstead (Kenyon, 31 ottobre 1860 – Granite Falls, 20 gennaio 1947) è stato un politico statunitense celebre per aver dato il nome all'atto legislativo che diede il via al proibizionismo.

## Biografia
Volstead nacque a Kenyon, nel Minnesota, da una famiglia di immigrati norvegesi originari di Telemark. Frequentò il St. Olaf College di Northfield e si laureò in giurisprudenza nel 1881 presso il Decorah Institute di Decorah nell'Iowa. Entrò nell'albo degli avvocati nel 1883 e iniziò a praticare la professione forense nella Contea di Lac qui Parle. Ricoprì dapprima il ruolo di procuratore di Granite Falls e poi della contea di Yellow Medicine.
Nel 1900 fu eletto sindaco della città di Granite Falls, mentre nel 1903 venne eletto alla Camera dei rappresentanti come deputato del 7º distretto del Minnesota. Mantenne il seggio per 20 anni, sino al 1923 (dal 58º al 67º Congresso degli Stati Uniti compreso). Nel 1922 si ricandidò alla carica per il nascente 68º Congresso (in carica dal 4 marzo 1923 al 4 marzo 1925), ma venne sconfitto dal candidato del Farmer-Labor Party Ole Juulson Kvale.
Durante la sua attività parlamentare fu due volte presidente del Committee on the Judiciary, ma il suo più grande successo politico fu l'approvazione nel 1919 del National Prohibition Act, ribattezzato in suo onore Volstead Act, con il quale si proibiva la produzione, la vendita e l'importazione delle bevande alcoliche in tutto il territorio nazionale degli Stati Uniti. Un'altra importante legge alla quale lavorò fu il Capper-Volstead Act (redatto in collaborazione col senatore del Kansas Arthur Capper), approvato nel 1922 e che autorizzò gli agricoltori a formare cooperative volontarie per la produzione e la vendita dei loro prodotti concedendo ampie deroghe alle normative anti-trust esistenti. Volstead morì nel 1947 e venne sepolto nel cimitero di Granite Falls, Minnesota.

## Riconoscimenti
- L'edizione del 29 marzo 1926 del settimanale Time portava in copertina una foto di Andrew J. Volstead[8].
- Nel 1976 la sua casa di Granite Falls è stata dichiarata National Historic Landmark[9][10].